# Paranaguá
Paranaguá est une ville brésilienne du littoral de l'État du Paraná. Sa population s'élevait à 133 756 habitants au recensement de 2007.

## Géographie
Paranaguá s'étend sur la rive sud de la baie de Paranaguá, entre la Serra do Mar et l'océan Atlantique. Elle se trouve à 76 km (113 km par la route) à l'est de Curitiba, à 291 km au sud-ouest de São Paulo et à 1 085 km au sud de Brasília.
La municipalité s'étend sur 827 km2.

## Climat
Paranaguá est située dans la partie méridionale du Brésil où les températures sont plus fraîches, les étés y sont chauds et humides et les hivers doux mais néanmoins humides. Son climat est de type subtropical humide selon la classification de Köppen.

## Histoire
Paranaguá a été fondée en 1648.

## Tourisme
Le vieux port de Paranaguá possède des bâtiments colorés bien préservés. Distinct du port commercial, c’est le point de départ pour Ilha do Mel ou Guaraqueçaba.

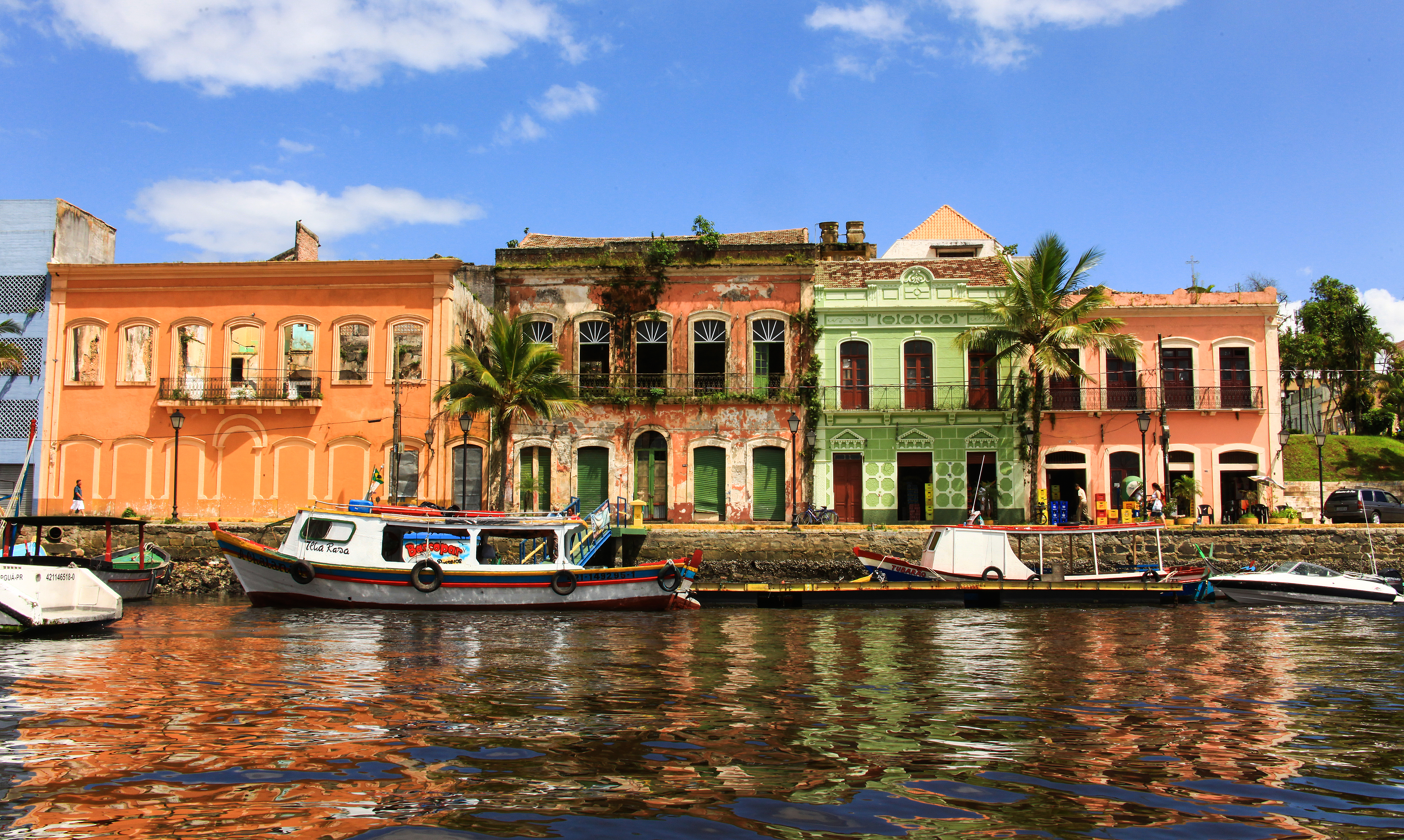
Centre historique de style luso-brésilien.
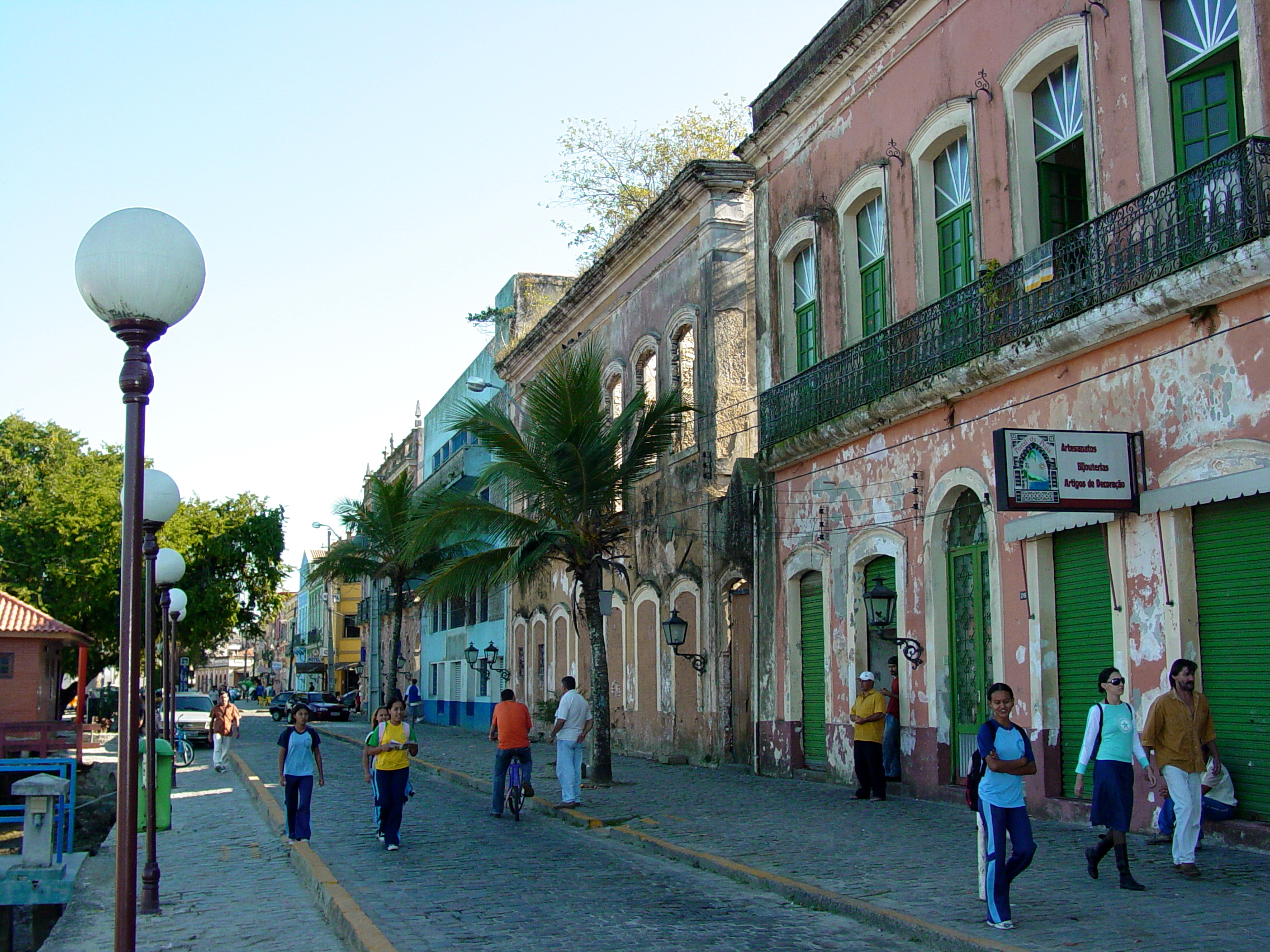
Scène de rue.

La gare ferroviaire de Paranagua est le point d'arrivée du Serra Verde Express. Ce train touristique en provenance de Curitiba empreinte un chemin pittoresque et très arpenté à travers la Serra do Mar.
Les environs de Paranaguá possèdent plusieurs espaces naturels protégés : parc national de Guaricana, parc national de Saint-Hilaire/Lange, parc national de Superagui, parc d'État d'Ilha do Mel (Ilha do Mel) et réserve biologique Bom Jesus.

## Personnalités liées à la ville
- Damares Alves (1964-), femme politique brésilienne, y est née.